# 陳仲尼
陳仲尼，SBS，JP（1966年6月6日—），香港金融界人物，現任香港立法會議員（選舉委員會），以及中華全國青年聯合會副主席，曾獲得「國務院第5屆國家民族團結進步模範代表」獎。他在2012年接任第三屆「香港精神大使」，同年起至2018年出任香港考試及評核局主席。曾建議政府要適當拆牆鬆綁，包括撤銷買家印花稅等樓市辣招，吸引美斯在港買樓及投資，以有效提振香港經濟，而逐漸被廣大市民認識。除了曾出任考評局主席外，他亦獲政府委任過多項公職。現時擔任港區全國政協委員及港區全國人大代表，同時經營其所創立的金鷹控股有限公司和富恆基金管理公司。2018年，陳仲尼獲選為香港中華總商會第51屆副會長。2021年12月當選香港立法會選舉委員會界別議員。

## 背景

### 早年生活
陳仲尼生於香港，出身紡織家庭，名字「仲尼」由父親所改，寓意秉承儒家傳統。他的祖父陳志廉是浙江實業家，大伯父陳元欽是上海紡織界與政界名人，二伯父陳禮生是台灣上市公司「中和羊毛工業股份有限公司」（「雋揚國際股份有限公司」前身）的創辦人，父親是香港棉紡業同業公會前主席兼名譽會長、香港三大紗廠（另外兩所為南豐紗廠、香港紗廠）大興紗廠/大興紡織的創辦人陳元鉅，胞兄陳鎮仁是大興紡織有限公司的執行董事以及香港生產力促進局前主席。
陳仲尼早年就讀番禺會所華仁小學和香港華仁書院（1984年中六）。在校時是校內的總領袖生、學校刊物「The Star」的主編輯和中英文聯校辯論組成員。之後負笈美國，先在1988年修畢賓州大學華頓商學院經濟學學士，後在1993年完成美國西北大學凱洛管理學院工商管理碩士學位。

### 事業發展
1988年，陳仲尼在返回香港後入職花旗銀行，由銀行見習生做起，1992年升為助理副總裁。入職數年間曾負責上海柴油機股份有限公司在上海上市的計劃及其他企業的融資項目。當陳仲尼完成碩士學位後，便於1993年回港入職美國大通銀行企業財務部，1995年創立金鷹控股有限公司，專責家族投資。直至2003年再成立富恆基金管理公司。他既活躍於金融界，又不時參與公職，在2005年至2011年間擔任公民教育委員會委員，2007年至2009年擔任策略發展委員會國民教育專題小組增選委員。在任國民教育小組召集人之時推出過「心繫家國」的宣傳短片。陳仲尼在國民教育方面發揮推廣角色，由擔任公職至今都以基本法推廣督導委員會委員的身份在香港推廣基本法。由於他曾任第11屆中華全國青年聯合會副主席，親中背景濃厚，因此2012年出任香港考試及評核局主席時，被外界質疑他會影響考評局的中立性。他後來在2015年至2018年8月續任主席，任期於2018年結束後，由容永祺接任其崗位。

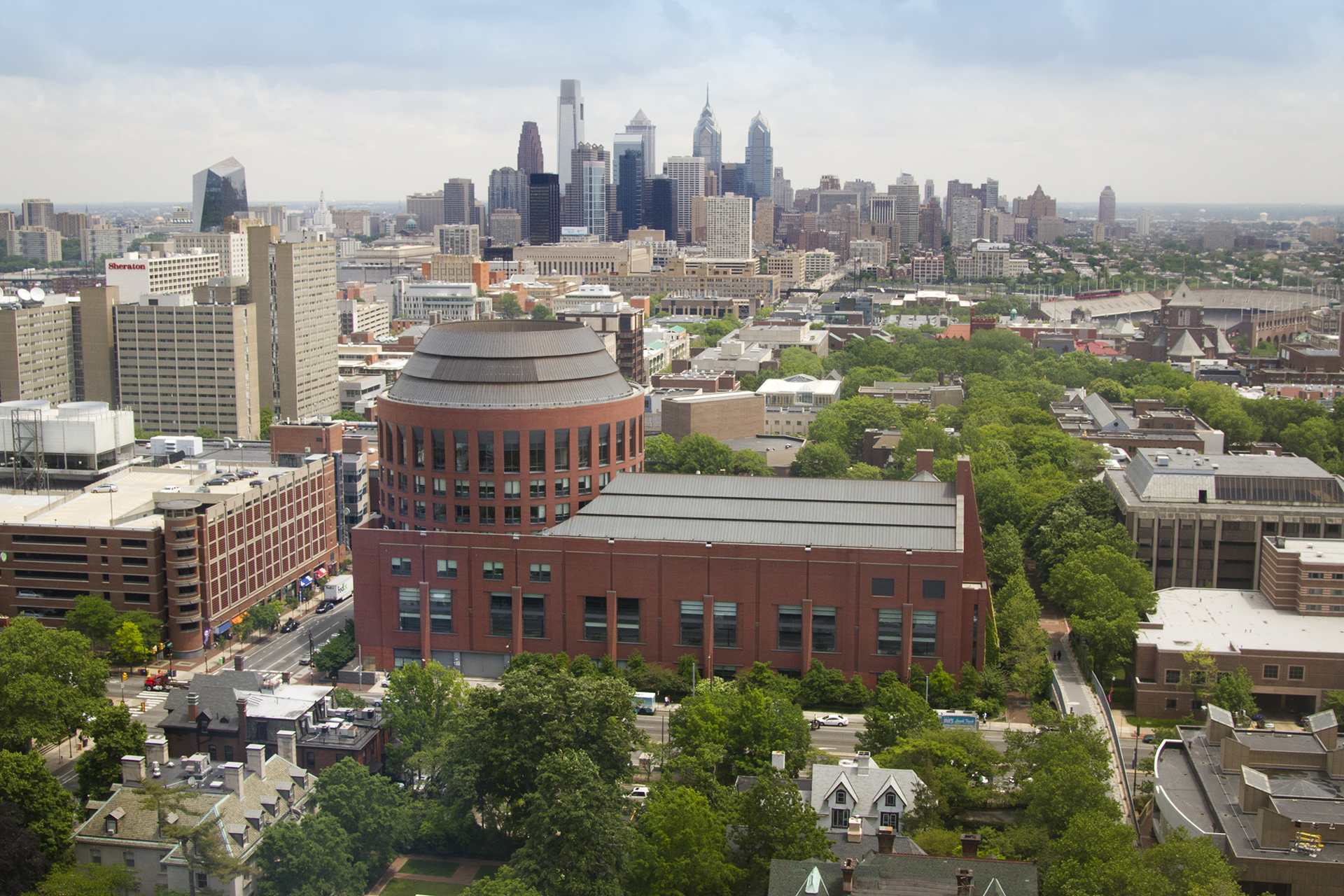
陳仲尼的大學母校 ─ 賓夕法尼亞大學華頓商學院

此外，陳仲尼獲委任的公職還涵蓋商業、青年事務、香港教育制度以及科技範疇。他在2007年至2011年獲委任為數碼港董事，也在2008年至2016年擔任公司註冊處公司法改革常務委員會委員。陳仲尼以往身兼香港青年聯會主席、香港青年獎勵計劃理事會主席（現為名譽會長）和「香港精神」大使計劃發起人，其參與社會服務和推動青少年發展及國民教育的表現，令他在2011年獲香港特別行政區政府頒授銅紫荊星章。
而陳仲尼被委以公職的項目還包括表演藝術委員會委員（2006年至2008年）、青年廣場管理諮詢委員會委員（2009年至2011年）、教育統籌委員會委員（2012年至2018年）、香港城市規劃委員會委員（2008年至2014年）和蒲魯賢慈善信託基金委員會會員兼投資小組主席、香港機場管理局成員、香港學術及職業資歷評審局副主席等等。基於長期參與公共服務，他於2017年獲頒銀紫荊星章。
2024年11月，陳仲尼獲委任為香港大學校務委員會委員，任期於2025年1月展開。

### 從政之路

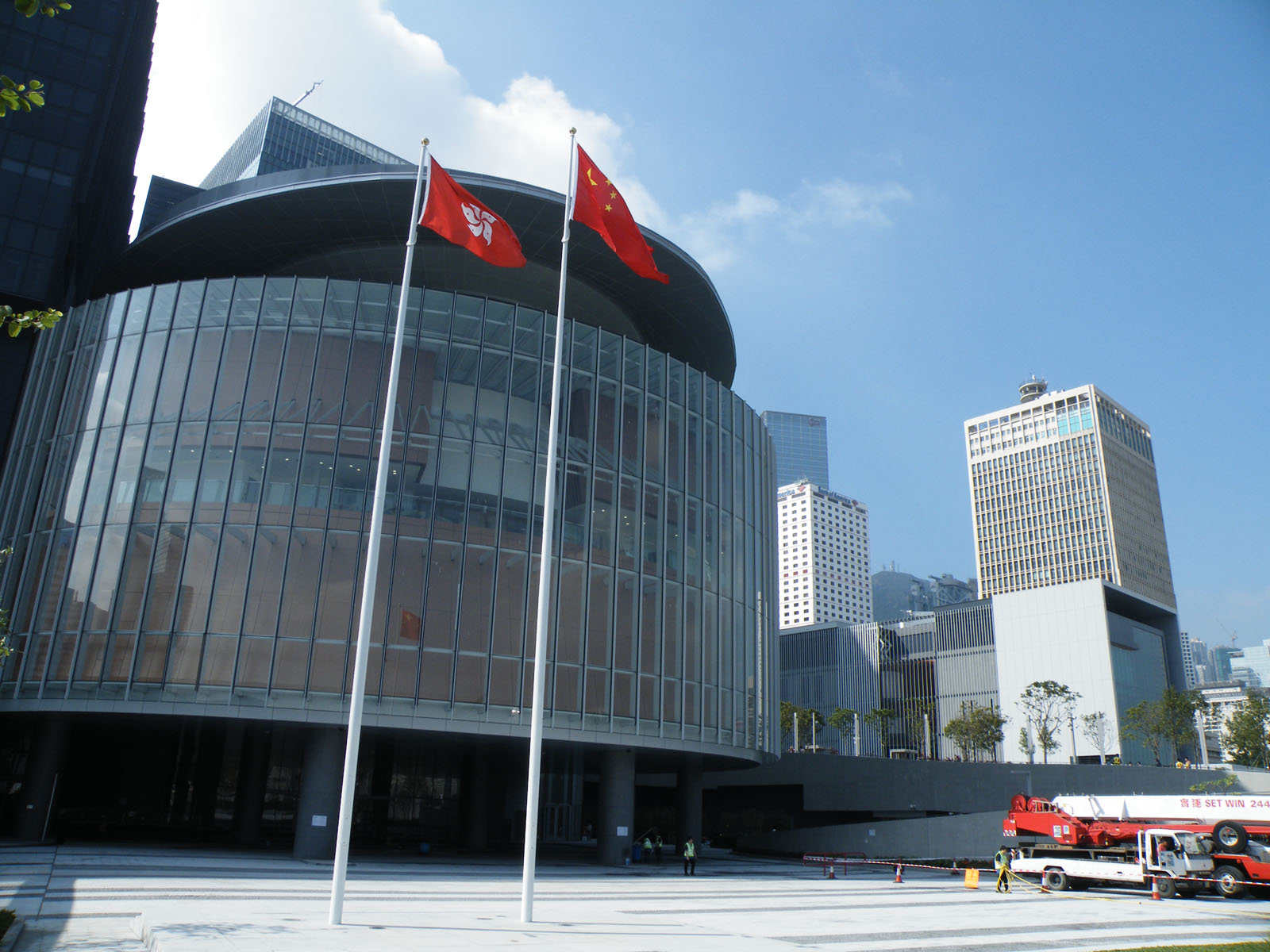
陳仲尼於2022年1月就任香港立法會議員

政治取態上，陳仲尼為建制派人士，曾獲得中華人民共和國政府許可出任中央政策組非全職顧問（2007年至2010年）。離職後仍為中港兩地的社會發展服務，分別於2013年和2018年擔任第十二屆全國政協委員與第十三屆第十三屆港區全國政協委員。另外，他之前已成為第十屆（2008年）及第十一屆（2013年）浙江省政協常務委員。在2012年香港特別行政區行政長官選舉舉行期間，陳仲尼以2011年香港選舉委員會界別分組選舉自動當選的進出口界分組委員身份，投票選出第4任香港特別行政區行政長官。不過，其從政之路一度受到阻礙。他早於2012年已打算參與港區全國人大代表選舉，卻礙於被教育界質疑他有利益衝突之嫌而決定棄選。
2021年，他報名參選2021年香港立法會選舉，最終以1297票當選選舉委員會界別議員。2022年1月就任議員一職未幾，他因曾到訪有新型冠狀病毒確診者出席的洪為民生日派對場合而被送到竹篙灣檢疫中心隔離21天。事後就事件對全社會抗疫造成不良影響表示歉意。同年11月，他再次參加港區全國人大代表選舉，12月當選香港特別行政區第十四屆全國人大代表。

### 其他動向
陳仲尼於2006年透過浙江大學教育基金會設立「浙江大學陳仲尼獎助學金」，以資助浙江大學的清貧學生完成他們本科的4年課程。他亦以個人名義成立「陳仲尼匡苗教育基金」。除此之外，陳仲尼在2005年至2007年期間出任東華三院總理，同年被政府委任為太平紳士。自1988年返回香港發展個人事業至今，陳仲尼與不少社會組織建立了密切關係。他不單是香港證券及投資學會院士與香港專業及資深行政人員協會創會成員，也是香港浙江省同鄉會聯合會常務副會長（2019年至2023年獲選為會長）、香港友好協進會成員、香港義工聯盟秘書長、愛丁堡公爵國際獎勵基金會信託人、香港青年聯會顧問、香港菁英會榮譽顧問以及香港中華出入口商會會董兼秘書長。
2013年，陳仲尼獲無綫電視邀請擔任《2013年度香港小姐競選》十強決賽佳麗會晤大會評判。

## 個人生活
陳仲尼已婚，與妻子、前藝人區海倫在一個朋友的婚禮上認識。二人婚後育有兩名兒子，其中一名於2000年8月出生。

## 參與節目
- 2022年　立法群英再出發（嘉賓、港台電視31）

## 外部連結
- 陳仲尼的Facebook專頁
- Chung-Nin Chen JP, Chairman, Hong Kong Examinations And Assessment Authority, Bloomberg
- Webb-site Who's Who 陳仲尼（页面存档备份，存于）